# 닥터 알반

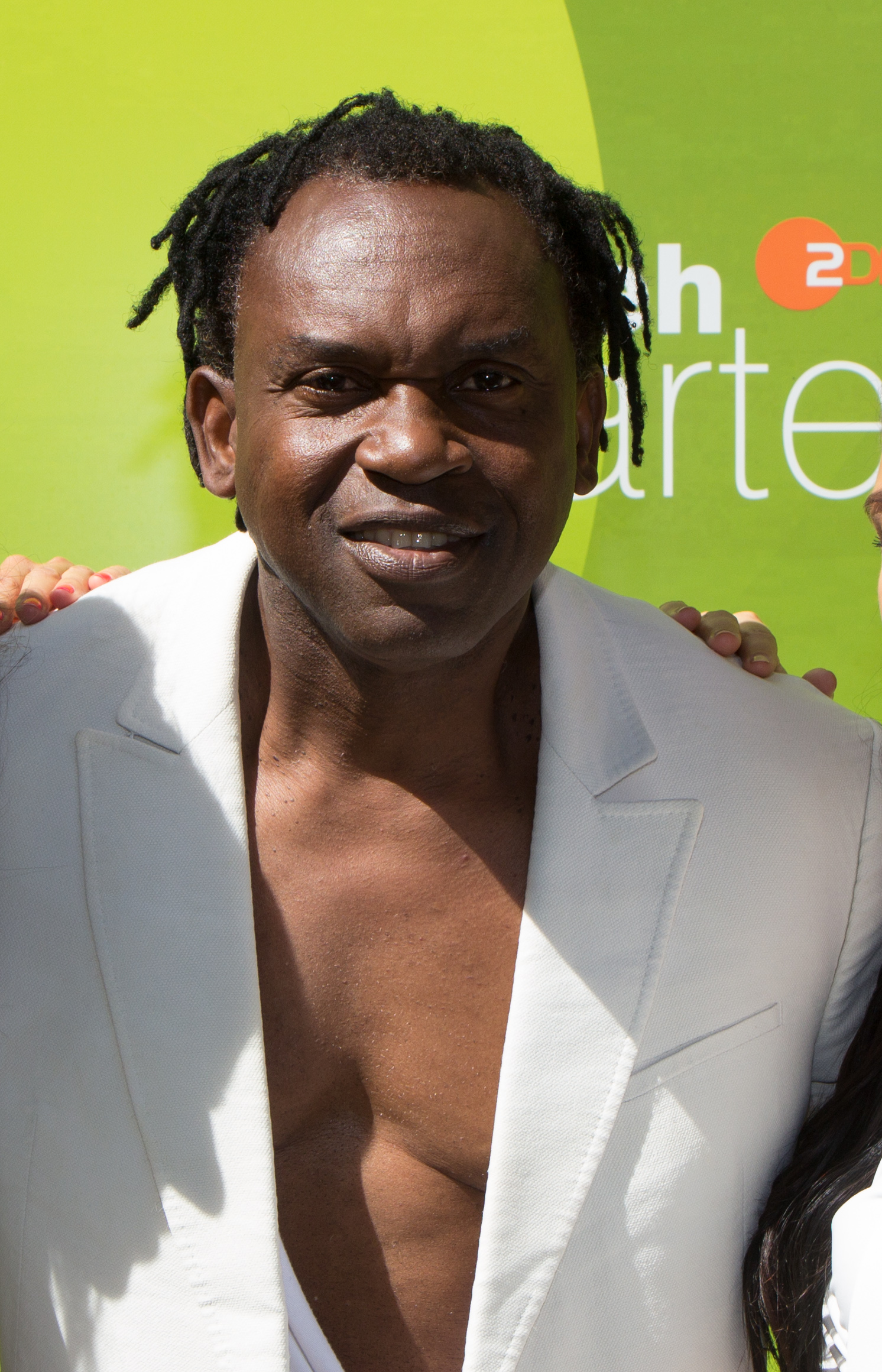

닥터 알반(Dr. Alban, 본명: Alban Uzoma Nwapa, 1957년 8월 26일 ~ )은 나이지리아계 스웨덴의 레코딩 아티스트이자 프로듀서이다. 닥터 레코드라는 자체 레이블을 소유하고 있다. 그의 음악은 댄스홀 스타일의 유로댄스/힙합 레게로 기술된다. 전 세계적으로 16,000,000장의 레코드를 판매한 것으로 추산된다.

## 음반

### 싱글
- Sweet Dreams (Are Made of This)